# Tony Sánchez-Ohlsson
Antonio Juan Sánchez-Ohlsson Vega, más conocido como Tony Sánchez-Ohlsson (Las Palmas de Gran Canaria, España, 11 de enero de 1974, es un compositor, letrista y productor musical español, de ascendencia sueca y española.
Estudió música y piano en la London Guildhall University en Londres.

## Carrera
Su carrera como compositor comenzó en el año 2006 de la mano del compositor sueco Thomas G:son, junto a la cantante española Rebeca escribieron "I love you mi vida", la canción que representaría a España en Eurovisión 2007 interpretada por el grupo D'Nash.
A partir de ese momento, su trayectoria estuvo muy unida al Festival de Eurovisión, componiendo algunas de las canciones de preselecciones españolas, quedando algunas a las puertas de representar a España, como "Todo está en tu Mente" en 2008 y "En una vida" en 2010, ambas interpretadas por Coral Segovia que quedaron en segunda posición en sus respectivos años o "Beautiful Life" interpretada por José Galisteo y que quedó en sexta posición, un tema que fue comentado por el bloguero americano Perez Hilton
Fue el creador del grupo femenino Venus, que en 2011 publicó su álbum debut titulado Like a Superstar del cual se extrajeron tres sencillos compuestos y producidos por Tony.
En 2012 compuso junto a Thomas G:son "Quédate conmigo", canción de Pastora Soler, elegida como representante de España en Eurovisión 2012.
En 2013 produjo los álbumes Conóceme de Pastora Soler, del que además es el compositor de la mayoría de los temas, y "Anti-Héroes" del grupo Auryn, que fue un éxito en ventas logrando el disco de platino. 
del que también es coautor de los sencillos y de varios de los temas.
También compuso varios temas para el álbum Climax de la cantante Edurne y fue el productor vocal de su dueto con Olly Murs de la canción "Hand on heart".
Y compuso el tema "Wasted" del disco debut de Angy Fernandez, Drama Queen.
En 2014 fue el productor de "Break of Day", el primer disco de Sweet California, del que también ha compuesto temas, como This is the life, Comprende (It's Over) o Vuelvo a ser la rara.
El 14 de enero de 2015 se anuncia que Edurne sería la representante de España en Eurovisión 2015 Amanecer, co-compuesto por Tony, Peter Boström y Thomas G.son.
En el año 2017 produce el primer disco del ex-componente de la boyband Auryn, Carlos Marco, el cual sale a la venta el 19 de mayo con el título de "Chalk Dreams". En este disco encontramos las canciones "Sugar" y "When the mind wanders". 
En 2018 compone los temas "La Tormenta", "Vuelves A La Vida" e "Invencible" incluidos en el álbum "La Calma" de Pastora Soler, con la producción de Pablo Cebrián.
También compone para el álbum debut de Blas Cantó el tema "Save Me", con la producción de Mike Macallister
En 2020 compone para el álbum "Sentir" de Pastora Soler los temas "La Soledad" (sencillo) y "Un Ángel", con la producción de Pablo Cebrián.
En 2021 compone y produce nuevos temas para el álbum Libra de Pastora Soler, entre ellos el primer sencillo "Que Hablen de Mí", "Rascacielos", Del Cielo a mi Corazón, "Humana".
También en 2021 produce los sencillos "Whisper" y "Bet On Me" de Sweet California.
En 2022 TVE anuncia a Tony Sánchez-Ohlsson como uno de los asesores externos para buscar y seleccionar las canciones candidatas de España a Eurovisión 2022 a través de la preselección Benidorm Fest. Es quien contacta con Chanel Terrero, la representante de España en Eurovisión 2022 para que participe con la canción SloMo en el Benidorm Fest. En 2022-2025, Tony continúa como asesor musical de TVE en Eurovisión, al igual que del Junior Eurovision Song Contest siendo parte del equipo de RTVE que seleccionó a los representantes españoles, entre ellos, Carlos Higes y su canción, "Señorita".
Como productor tiene en su haber un disco de platino con Auryn y tres de oro (Auryn, Pastora Soler y Sweet California), además de ser el coautor del tema I'll Reach You junto a Thomas G:son, Jesús Mª Pérez y Auryn, para la película de animación nominada a los Premios Goya, Atrapa la bandera. Tiene 2 sencillos número 1 en los 40 principales y récord de permanencia en listas de ventas con el disco Break of Day de Sweet California en Promusicae.
También fue precandidata a los Premios Goya, el tema "Saturday I'm in love", de Auryn (2014), banda sonora de la película española El Club de los Incomprendidos

## Discografía

### Participaciones en Eurovisión
| Año  | Canción              | Artista       | Autores                                                                      | Posición | Puntos |
| ---- | -------------------- | ------------- | ---------------------------------------------------------------------------- | -------- | ------ |
| 2007 | "I love you mi vida" | D'Nash        | Tony Sánchez-Ohlsson, Andreas Rickstrand, Thomas G:son, Rebeca Pous Del Toro | 20       | 43     |
| 2012 | "Quédate conmigo"    | Pastora Soler | Tony Sánchez-Ohlsson, Thomas G:son, Erik Bernholm                            | 10       | 97     |
| 2015 | "Amanecer"           | Edurne        | Tony Sánchez-Ohlsson, Thomas G:son, Peter Boström                            | 21       | 15     |

#### Participaciones en preselecciones españolas
- "Todo está en tu mente", de Coral Segovia (2008) - 2.ª posición[13]
- "Te prefiero", de Baltanás (2008) - Eliminada en votación en línea,[14] incluida en el disco recopilatorio Caribe Mix 2008.
- "Thinking", de Anael (2008) - Eliminada en votación en línea[15]
- "Yo seré", de Yanira Figueroa (2008) - Eliminada en votación en línea
- "Nada es comparable a ti", de Mirela Cabero (2009) - 4.ª posición[16]
- "Amor radical", de Rebeca (2009) - Eliminada en votación en línea[17]
- "En una vida", de Coral Segovia (2010) - 2.ª posición[13]
- "Perfecta", de Venus (2010) - 4.ª posición[18]
- "Recuérdame", de Samuel & Patricia (2010) - 5.ª posición[19]
- "Beautiful Life", de José Galisteo (2010) - 6.ª posición[20]
- "Valentino Boy", de Rebeca (2010) - Eliminada en votación en línea
- "Abrázame", de Lucía Pérez  (2011) - 2.ª posición[21]
- "Más (Run)", de Brequette (2014) - 2.ª posición[22]
- "Contigo", de Mirela Cabero (2017) - 2.ª posición[23]

### Canciones para Pastora Soler
| Año  | Canción                  | Álbum             |
| ---- | ------------------------ | ----------------- |
| 2012 | "Quédate Conmigo         | Una mujer como yo |
| 2013 | "Te despertaré"          | Conóceme          |
| 2013 | "Espérame"               | Conóceme          |
| 2013 | "Vive"                   | Conóceme          |
| 2013 | "Conóceme"               | Conóceme          |
| 2013 | "Pasa la vida"           | Conóceme          |
| 2013 | "No me rendiré"          | Conóceme          |
| 2013 | "Cambiando"              | Conóceme          |
| 2013 | "Te voy a recordar así"  | Conóceme          |
| 2013 | "Si vuelvo a empezar"    | Conóceme          |
| 2014 | "Con él"                 | 20                |
| 2017 | "La Tormenta"            | La Calma          |
| 2017 | "Vuelves a la Vida"      | La Calma          |
| 2017 | "Invencible"             | La Calma          |
| 2019 | "La soledad"             | Sentir            |
| 2019 | "Un ángel"               | Sentir            |
| 2022 | "Que hablen de mí"       | Libra             |
| 2023 | "Rascacielos"            | Libra             |
| 2023 | "Del cielo a mi corazón" | Libra             |
| 2023 | "Humana"                 | Libra             |

### Otras canciones
- "Amanda", de D'Nash (2008)[24]
- "Lógicamente no", de José Galisteo (2009)
- "Recordándote", de José Galisteo (2010)
- "Déjame", de José Galisteo (2010)
- "Restos del ayer", de Venus (2010)
- "Pin-up girl" de Venus (2010)[25]
- "Abrázame", de D'Nash (2010)[24]
- "Breathe me in", de Marta Sánchez y Anamor (2011)
- "Me arriesgaré a tu amor", de Wagon Folk (2011)
- "I don't think so", de Auryn (2012)
- "Finish line (Soy capaz)", de Edurne (2013)[26]
- "Run for your life", de Edurne (2013)[26]
- "Wasted", de Angy (2013)
- "Somebody loves you", de Auryn (2013)
- "Glow", de Anael (2014)[15]
- "This is the life", de Sweet California (2014)[27]
- "Vuelvo a ser la rara", de Sweet California (2014)[28]
- "Comprende (It's over)", de Sweet California (2014)[29]
- "Saturday I'm in love", de Auryn (2014)[12]
- "I don't wanna take it slow", de Amelie (2014)[30]
- "Un día más", de Edurne (2015)
- "Una Vida Soy" de Rebeca (2022)

### Producciones
- Venus - Álbum Like a Superstar (2010)
- Pastora Soler - Álbum Conóceme (2013)[31]
- Auryn - Álbum Anti-Héroes (2013)
- Sweet California - Álbum Break of day (2014)[32]
- Auryn - Álbum Circus Avenue (2014)[33]